# Campionat del món de ciclisme en pista de 1970
El Campionat Mundial de Ciclisme en Pista de 1970 es va celebrar a Leicester (Anglaterra) del 6 al 12 d'agost de 1970.
Les competicions es van celebrar al Saffron Lane Velodrome de Leicester. En total es va competir en 11 disciplines, 9 de masculines i 2 de femenines.

## Resultats

### Masculí

#### Professional
| Prova                 | Or                         | Argent                     | Bronze                          |
| Velocitat individual  | Gordon Johnson · Austràlia | Sante Gaiardoni · Itàlia   | Leijn Loevesijn · Països Baixos |
| Persecució individual | Hugh Porter · Regne Unit · | Lorenzo Bosisio · Itàlia · | Charly Grosskost · França ·     |
| Darrere moto          | Ehrenfried Rudolph · RFA   | Theo Verschueren · Bèlgica | Piet de Wit · Països Baixos     |

#### Amateur
| Prova                     | Or                                                                 | Argent                                                                    | Bronze                                                                                     |
| Velocitat individual      | Daniel Morelon · França                                            | Peder Pedersen · Dinamarca                                                | Gérard Quintyn · França                                                                    |
| Persecució individual     | Xaver Kurmann · Suïssa                                             | Ian Hallam · Regne Unit                                                   | Viktor Bykov · Unió Soviètica                                                              |
| Persecució per equips     | RFA · Hans Lutz · Peter Vonhof · Günter Schumacher · Günter Haritz | RDA · Thomas Huschke · Heinz Richter · Herbert Richter · Manfred Ulbricht | Unió Soviètica · Stanislav Moskvin · Vladimir Kuznetzov · Viktor Bykov · Vladimir Semenets |
| Quilòmetre contrarellotge | Niels Fredborg · Dinamarca ·                                       | Harry Kent · Nova Zelanda ·                                               | Anton Tkáč · Txecoslovàquia ·                                                              |
| Tàndem                    | RFA · Jürgen Barth · Rainer Müller                                 | RDA · Hans-Jürgen Geschke · Werner Otto                                   | França · Gérard Quintyn · Daniel Morelon                                                   |
| Darrere moto              | Cees Stam · Països Baixos                                          | Horst Gnas · RFA                                                          | Antoni Cerdà · Espanya                                                                     |

### Femení
| Prova                 | Or                                 | Argent                             | Bronze                            |
| Velocitat individual  | Galina Tsareva · Unió Soviètica    | Galina Ermolaeva · Unió Soviètica  | Valentina Savina · Unió Soviètica |
| Persecució individual | Tamara Garkuchina · Unió Soviètica | Raisa Obodovskaya · Unió Soviètica | Beryl Burton · Regne Unit         |

## Medaller
| Pos. | País           | Or | Plata | Bronze | Total |
| 1    | Unió Soviètica | 2  | 2     | 3      | 7     |
| 2    | RFA            | 3  | 1     | 0      | 4     |
| 3    | Regne Unit     | 1  | 1     | 1      | 3     |
| 4    | Dinamarca      | 1  | 1     | 0      | 2     |
| 5    | França         | 1  | 0     | 3      | 4     |
| 6    | Països Baixos  | 1  | 0     | 2      | 3     |
| 7    | Austràlia      | 1  | 0     | 0      | 1     |
| -    | Suïssa         | 1  | 0     | 0      | 1     |
| 9    | RDA            | 0  | 2     | 0      | 2     |
| -    | Itàlia         | 0  | 2     | 0      | 2     |
| 11   | Bèlgica        | 0  | 1     | 0      | 1     |
| -    | Nova Zelanda   | 0  | 1     | 0      | 1     |
| 13   | Espanya        | 0  | 0     | 1      | 1     |
| -    | Txecoslovàquia | 0  | 0     | 1      | 1     |